# Witte Loop
De Witte Loop plaatselijk beter bekend als de Rielloop is een beekje op de Strabrechtse Heide tussen het Beuven en de Kleine Dommel. Bij buurtschap Strabrecht van Heeze mondt de beek uit in de Kleine Dommel.
Oorspronkelijk stroomde het water uit het Beuven, dat weer door de Peelrijt gevoed werd,  door een reeks vennen naar de Kleine Dommel. Door graafwerkzaamheden in de achttiende en de negentiende eeuw is de Witte Loop ontstaan. De Witte Loop ligt voor het grootste deel in het Natura 2000 gebied Strabrechtse Heide & Beuven en is daarvoor van belang wegens het voorkomen van de drijvende waterweegbree.